# Praia do Futuro (filme)
Praia do Futuro é um drama teuto-brasileiro de 2014. Foi dirigido por Karim Aïnouz e é estrelado por Wagner Moura, Clemens Schick e Jesuíta Barbosa.

## Sinopse
Wagner Moura interpreta Donato, um salva-vidas da Praia do Futuro que, após tentar salvar um amigo de Konrad (Clemens Schick), um alemão piloto de motovelocidade, de um afogamento, apaixona-se por ele e parte para Berlim, deixando Ayrton (Jesuíta Barbosa), o irmão mais novo, para trás. Anos depois, já adolescente, Ayrton se aventura em busca de seu irmão, aquele que considerava seu herói.

## Elenco
- Wagner Moura – Donato
- Clemens Schick – Konrad
- Jesuíta Barbosa, – Ayrton
  - Sávio Ygor Ramos – Ayrton (criança)
- Sophie Charlotte Conrad – Dakota
- Thomás Aquino – Jefferson
- Fred Lima – Heiko
- Sabine Timoteo – Esposa de Heiko
- Yannik Burwiek – Filho de Heiko
- Ingo Naujoks – Mecânico
- Emily Cox – Nanna
- Natascha Paulick – Bartender
- Christoph Zrenner – School Janitor

## Polêmica
O filme gerou polêmica após a rede de cinemas Cinépolis do Brasil ter passado a notificar previamente as pessoas que entravam na sala para assistir ao filme sobre as cenas de sexo homossexual, carimbando ainda no tíquete de entrada a palavra 'AVISADO'.
| “ | Estamos felizes com o apoio e a reação anti-homofobia vinda de todos os lados da sociedade - da imprensa, do público, através das redes sociais, das redes de cinema exibidoras, etc. - a manifestações pontuais mais conservadoras acerca de cenas de Praia do Futuro. | ” |